# Duke’s Cut
Der Duke’s Cut ist ein kurzer Kanal in Oxfordshire, England. Er verbindet den Oxford-Kanal nahe der Wolvercote Junction über das Duke’s Cut Lock und den Wolvercote Mill Stream mit der Themse am King’s Lock.
Der Bau des Kanals wurde vom Duke of Marlborough angeregt. Der Kanal wurde 1789 eröffnet und stellte die erste Verbindung des Oxford-Kanals zur Themse her. Er wurde 1792 in die Verantwortung des Vizekanzlers der Universität Oxford und des Bürgermeisters von Oxford übergeben. 1796 wurde mit dem Isis Lock eine zweite Verbindung zwischen dem Kanal und dem Fluss geschaffen.
Der Duke’s Cut ist auch heute noch eine beliebte Verbindung, da er hilft, die letzte Strecke des Kanals durch die Stadt zu umgehen.